# Antoine Drouot
Louis Antoine Drouot (născut la 11 ianuarie 1774 la Nancy - decedat la 24 martie 1847 în același oraș), conte Drouot, a fost un general francez de artilerie. A fost comandantul Gărzii în timpul campaniei de la Waterloo, înlocuindu-l în această calitate pe Mareșalul Mortier, bolnav.
1. 1 2  Antoine Drouot, SNAC, accesat în 9 octombrie 2017
2. 1 2  Antoine Drouot, GeneaStar
3. 1 2 3  Autoritatea BnF, accesat în 10 octombrie 2015
4. ↑  Antoine Drouot, Baza de date Léonore, accesat în 9 octombrie 2017